# Asymbolus analis
Asymbolus analis е вид пилозъба акула от семейство Scyliorhinidae.

## Разпространение и местообитание
Видът е разпространен в Австралия (Виктория, Куинсланд и Нов Южен Уелс).
Среща се на дълбочина от 10 до 180 m, при температура на водата от 13,8 до 16,2 °C и соленост 35,2 – 35,5 ‰.

## Описание
На дължина достигат до 90 cm.